# Prismatopus longispinus
Prismatopus longispinus is een krabbensoort uit de familie van de Majidae. De wetenschappelijke naam van de soort is voor het eerst geldig gepubliceerd in 1839 door De Haan.